# مسجد سيربون الكبير
مسجد سيريبون الكبير (بالإندونيسية : Masjid Agung Sang Cipta Rasa) المعروف رسميا باسم مسجد اجونج سانغ سيبتا راسا، يعد المسجد واحد من هأقدم مساجد إندونيسيا، يقع المسجد في الجانب الغربي من الحقل قبالة كراتون كسيبوهان في مدينة سيريبون في إندونيسيا، المسجد لديه سقف مستوي ومشابه لمسجد اجونج في بانتين .

## العمارة
تكمن خصوصية هذا المسجد في أن السطح الذي ليس له سقف كيمونكاك كما هو شائع على أسطح مساجد في جاوة، ويتكون المسجد من غرفتين: الشرفة والرئيسية .

### القاعة الرئيسية
للوصول إلى الغرفة الرئيسية هناك تسعة أبواب، وهذا الرقم يرمز إلى والي سونغو، ويتكون المجتمع في سيريبون من مختلف الأعراق، ويمكن ملاحظة هذا في عمارة الجامع الكبير في سيريبون التي تمزج بين أسلوب ماجاباهيت وسيريبون، في محراب المسجد هناك منحوتات على شكل زهرة اللوتس التي أنشأتها سنان كاليجاجا، وعلاوة على ذلك في المحراب هناك ثلاثة بلاطات ملحوظة ترمز للتعاليم الأساسية الثلاثة للدين وهي الإيمان والإسلام والإحسان .

### المنزل
على الجانب الأيمن من الشرفة إلى الشمال من المسجد هناك بئر يستخدمه الناس وخاصة خلال شهر رمضان المبارك، إلى جانب ما يعتقد أن ماء البئر فعال لعلاج الأمراض المختلفة، والبئر يتكون من اثنين من الحمامات، ويمكن أيضا أن تستخدم لاختبار صدق الشخص .